# 용동천
용동천(龍洞川)은 경상북도 경주시 문무대왕면 권이리의 권이저수지에서 발원하여 남류하다가 SK와읍주유소 부근에서 대종천으로 흘러드는 강이다.